# Балъкесир (вилает)
Балъкесир (на турски: Balıkesir) е вилает в Северозападна Турция, регион Мармара.
Административен център на вилаета е едноименният град Балъкесир. През 2008 г. населението на вилает Балъкесир наброява 1 130 276 жители, общата площ на вилаета е 12 496 кв. км.

## Население
Численост на населението според преброяванията през годините:
| Година | Численост |
| 1990   | 974 274   |
| 2000   | 1 076 347 |
| 2011   | 1 155 216 |

## Деление
Вилаетът е разделен на 19 околии (илчета). Околийски центрове:
- Айвалък
- Балъкесир
- Баля
- Бандърма
- Бигадич
- Бурханийе
- Дурсунбей
- Едремит
- Ердек
- Гьомеч
- Гьонен
- Хавран
- Ивринди
- Кепсут
- Маняс
- Мармара
- Саваштепе
- Съндъргъ
- Сусурлук